# Alexandre Silveira Finazzi
Alexandre Silveira Finazzi (geboren am 20. August 1973 in São João da Boa Vista) ist ein brasilianischer Fußballspieler.

## Karriere
Neben seinen Aktivitäten als Fußballer war er unter dem Namen Finazzi als Künstler tätig und erlangte damit eine größere Bekanntheit in Brasilien, als durch seine sportliche Leistungen bei den wechselnden Vereinen. Der 1,86 Meter große Stürmer begann seine Karriere beim Verein FC São Paulo, bei welchem er von 1992 bis 1996 unter Vertrag stand. In der Saison 2000/01 war er für kurze Zeit in der französischen Division 2 2000/01, ehe er wieder nach Brasilien zurückkehrte. Vom Januar bis Juni 2003 wurde er vom japanischen Verein Ōmiya Ardija ausgeliehen. Im Jahre 2005 unterschrieb er einen Vertrag beim Verein América FC (SP) und war Torschützenkönig bei der Staatsmeisterschaft von São Paulo. Von 2007 bis 2008 stand er beim Verein Corinthians São Paulo, er absolvierte 27 Ligaspiele und schoss 13 Tore. Von 2008 bis 2012 war er bei verschiedenen Vereinen unter Vertrag.

## Erfolge
Paulista
- Copa do Brasil: 2005